# Interstudent
Interstudent est un concours pour le meilleur étudiant étranger en Pologne, qui est organisé par Perspektywy Education Foundation. Il est ouvert à tous les étudiants étrangers qui étudient dans les universités polonaises et dans d'autres établissements d'enseignement supérieur.
Actuellement, environ 72 000 étudiants étrangers de 166 pays étudient en Pologne.

## Gagnants
| Édition | Lieu de cérémonie                                                      | Études de premier cycle | Études supérieures | Études doctorales |
| ------- | ---------------------------------------------------------------------- | --- | --- | --- |
| 2018,   | École polytechnique de Silésie à Gliwice                               | Aigerim Balkhashbayeva (Kazakhstan), Université des sciences sociales et humaines                                                           | Safoura Reza (Afghanistan, France), Université de Wrocław des sciences de l'environnement et de la vie                                  | Włodzimierz Lewoniewski, (Bélarus), Université d'économie de Poznań                                                      |
| 2017,   | Galerie d'Art Polonaise du XIXème Siècle à Sukiennice Hall de Cracovie | Sowmya Thottambeti, (Inde), Université de technologie de Poznań Vadym Melnyk, (Ukraine), Université d'Informatique et de Gestion de Rzeszow | Omar Al-Obaidi, (Suède, Irak), Collegium medicum (université Jagellonne) Seyed Mohammadreza Sadr, (Reza) (Iran), Université de Varsovie | Sabina Brazevic (Lituanie), Université Adam-Mickiewicz de Poznań Anastasiya Niakrasava (Bélarus), Université de Varsovie |
| 2015,   | Centre européen de solidarité à Gdańsk                                 | Cristina Rodríguez Álvarez, (Espagne) | Timothy Mankowski (Canada) | Assef Salloom (Syrie) |
| 2014    | Hôtel "Focus" à Lublin                                                 | Vitaliy Smygur (Ukraine), Université Marie Curie-Skłodowska                                                                                 | Gabrielle Karpinsky, (États-Unis), Université médicale de Gdańsk                                                                        | Ghanshyambhai Khatri (Inde), Université Jagellonne.                                                                      |
| 2013,   | Théâtre Palladium de Varsovie                                          | Alena Varaksa (Bélarus), Université Adam-Mickiewicz de Poznań                                                                               | Aliaksandr M. Bialiayev (Bélarus), Académie Leon Koźmiński                                                                              | Kun Zheng (Chine), École des mines et de la métallurgie de Cracovie.                                                     |
| 2012    |                                                                        | Colett Neumann (Allemagne), Université de Zielona Góra                                                                                      | Hoh Hong Huat (Malaisie), Collegium medicum (université Jagellonne)                                                                     | Alona Nad (Ukraine), École des mines et de la métallurgie de Cracovie                                                    |
| 2011    |                                                                        | Anton Komyza (Ukraine), Université Lazarski                                                                                                 | Anna Sugiyama (Japon), Université de Varsovie                                                                                           | Gianluca Olcese (Italie), Université de Wrocław                                                                          |
| 2009    |                                                                        | Siergiej Samuseu (Bélarus), Université Lazarski                                                                                             | Agnieszka Maceikianec (Lituanie), Université de Varsovie                                                                                | Katarzyna Siuda (Canada), Université de médecine Karol Marcinkowski                                                      |